# Establecimiento Penitenciario Lurigancho
El Establecimiento Penitenciario de Lurigancho es un centro penitenciario de varones ubicado en el distrito de San Juan de Lurigancho, en la ciudad de Lima, capital del Perú. Está a cargo del Instituto Nacional Penitenciario. Es la cárcel más poblada del país y se constituye en un ícono de la cultura policíaca peruana.

## Historia
Su construcción se aprobó en 1962, durante el primer gobierno del arquitecto Fernando Belaúnde Terry. Con su construcción, se intentaba reemplazar a la Penitenciaría de Lima, que había sido dejado de ser usada como prisión en 1961 y sería demolida en los años siguientes. Las únicas prisiones que quedaban en Lima eran los penales El Sexto y San Jorge, ambos ubicados en el distrito de Lima, y que se encontraban hacinados y ubicados en el centro mismo de la ciudad generando inseguridad para la población civil. La construcción de Lurigancho se planeó en terrenos ubicados en el distrito de San Juan de Lurigancho, que en aquellos años, aún eran periféricos y alejados de la ciudad. Sin embargo, a partir de los años noventa, fueron totalmente urbanizados. Las construcciones fueron realizadas a pesar de que legalmente existe una prohibición a cualquier construcción en doscientos metros a la redonda. Desde entonces, el penal se encuentra inmerso en el tejido urbano de la ciudad.
Entró en funcionamiento catorce años después de la aprobación de su construcción, el 14 de diciembre de 1974, durante la primera fase del Gobierno Revolucionario de la Fuerza Armada, bajo la dirección del general Juan Velasco Alvarado. Fue denominado tan solo como Centro de Readaptación Social (CRAS) y recluyó a todos los presos sin exclusión o diferenciación de delitos o reincidencia. Tenía un área total de 2.56 ha y un área construida de 1.87 ha con una capacidad proyectada para 2500 reclusos.
En 1992 fue nombrada como penal San Pedro. En 2019, alojaba a más de diez mil reclusos, convirtiéndola en una prisión totalmente hacinada.

## Capacidad
Su capacidad de albergue es de 2500 internos; pero su población penitenciaria, al 31 de julio de 2018, asciende a 10 044 internos. La seguridad interna del penal está a cargo del Instituto Nacional Penitenciario, y la seguridad externa está a cargo de la Policía Nacional del Perú.